# Estrelinha-de-barriga-branca
A estrelinha-de-barriga-branca (Chaetocercus mulsant) é uma espécie de Beija-flor da família dos troquilídeos.
Pode ser encontrada na Bolívia, Colômbia, Equador e Peru. Os seus habitats naturais são florestas subtropicais ou tropicais húmidas de montanha e florestas secundárias altamente degradadas.

## Galeria

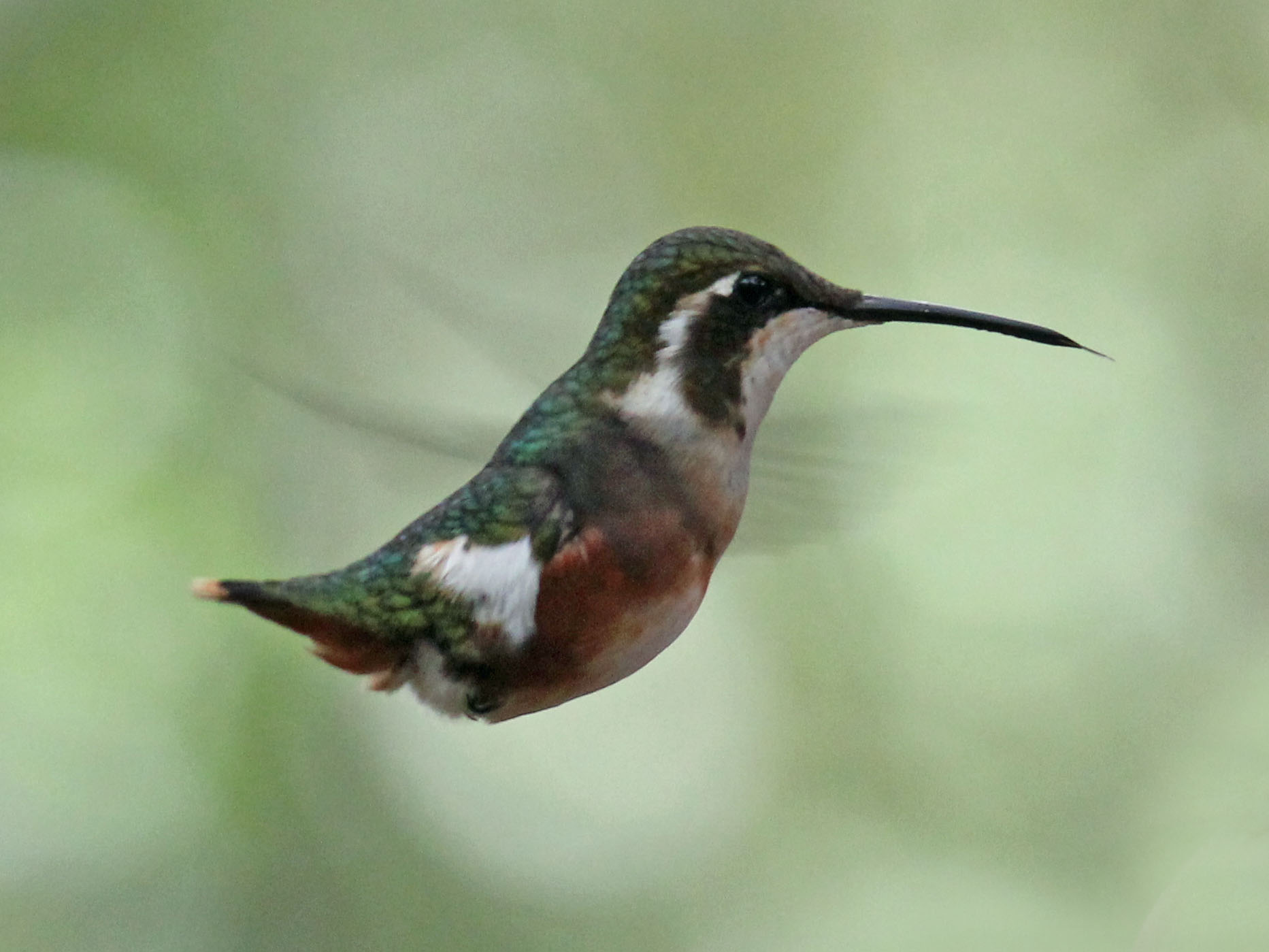
Fêmea
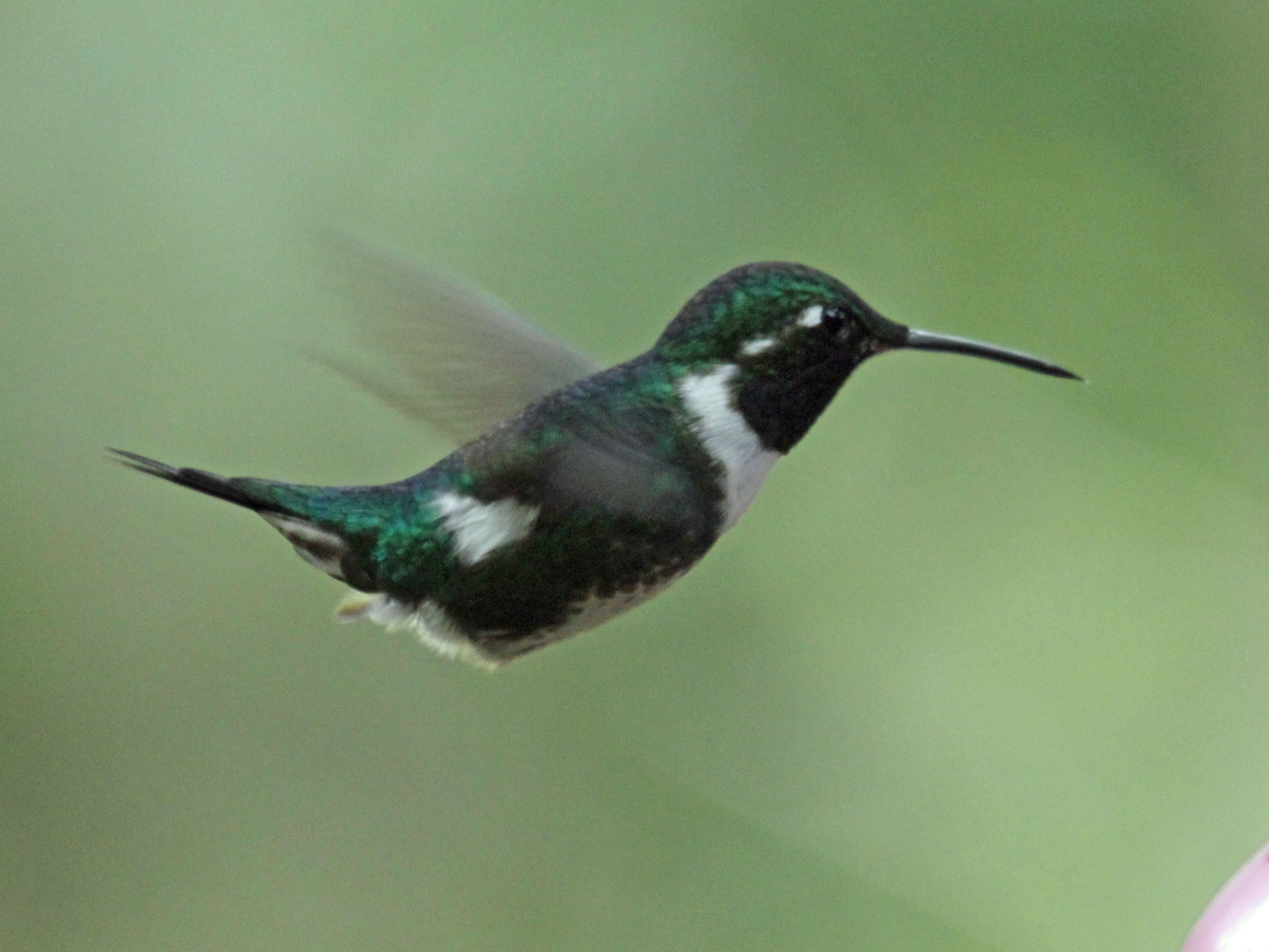
Macho